# Sự kiện ngoại giao Hà Lan - Thổ Nhĩ Kỳ 2017
Trong tháng 3 năm 2017, Hà Lan và Thổ Nhĩ Kỳ dính líu tới một sự cố ngoại giao, bị kích hoạt bởi các lệnh giới hạn đi lại của chính quyền Hà Lan đối với các quan chức Thổ Nhĩ Kỳ muốn cổ vũ cho cuộc trưng cầu ý dân về hiến pháp Thổ Nhĩ Kỳ 2017 sắp tới cho các công dân Thổ Nhĩ Kỳ sinh sống ở Hà Lan. Hà Lan ngăn chặn máy bay của Bộ trưởng Ngoại giao Thổ Nhĩ Kỳ Mevlüt Çavuşoğlu hạ cánh và trục xuất Bộ trưởng Bộ Gia đình và Chính sách Xã hội Thổ Nhĩ Kỳ, Fatma Betul Sayan Kaya ra khỏi nước này, khi cả hai đều tìm cách phát biểu tại các cuộc mít tinh. Đáp lại, Thổ Nhĩ Kỳ đã cấm đại sứ Hà Lan vào nước này, và Tổng thống Thổ Nhĩ Kỳ Recep Tayyip Erdoğan gọi người Hà Lan là "những kẻ phát xít" và là "những tàn dư của chủ nghĩa phát xít". Thủ tướng Hà Lan Mark Rutte cho những nhận xét của Erdoğan là "không thể chấp nhận" và "giả dối lịch sử không có giá trị" và đòi hỏi một lời xin lỗi. Rutte cũng kêu gọi mở các cuộc đàm phán để giải quyết bế tắc, nói thêm rằng Thổ Nhĩ Kỳ đã vượt qua một đường dây ngoại giao.

## Bối cảnh
Cuộc trưng cầu dân ý của Thổ Nhĩ Kỳ dự kiến vào ngày 16 tháng 4 năm 2017 liên quan đến một loạt các sửa đổi hiến pháp, nếu được chấp thuận, sẽ biến đất nước này từ dân chủ đại nghị thành một chế độ tổng thống, theo đó Tổng thống Erdoğan sẽ có thể chạy đua thêm hai cuộc bầu cử nữa, theo lý thuyết cho phép ông cai trị như là một nhà lãnh đạo đầy quyền lực cho tới năm 2029. Các nhà phê bình về những thay đổi được đề xuất đã bày tỏ mối lo sợ về chủ nghĩa chuyên chế gia tăng, trong khi những người ủng hộ cho rằng hệ thống mới sẽ làm cho nhà nước Thổ Nhĩ Kỳ mạnh hơn và an toàn hơn.
Trong nỗ lực thuyết phục cộng đồng người Thổ Nhĩ Kỳ ở châu Âu (nhiều người mang 2 quốc tịch và do đó được phép bỏ phiếu cho cuộc trưng cầu dân ý), một số quan chức cao cấp của Thổ Nhĩ Kỳ đã tìm cách vận động ở các thành phố châu Âu đông dân cư người Thổ Nhĩ Kỳ. Điều này bao gồm thành phố Rotterdam của Hà Lan, nơi có một phần lớn trong số 400,000 người có nguồn gốc toàn bộ hoặc một phần Thổ Nhĩ Kỳ đang sống ở Hà Lan. Các kế hoạch của Thổ Nhĩ Kỳ để vận động ở các thành phố châu Âu đã gặp phải các phản ứng hỗn tạp ở nhiều quốc gia châu Âu, bao gồm cả Hà Lan.
Chiến dịch tranh cử ở nước ngoài, ngay cả trong các nhiệm vụ ngoại giao, là bất hợp pháp theo luật Thổ Nhĩ Kỳ; Nhưng hầu hết các đảng chính trị ở Thổ Nhĩ Kỳ, bao gồm cả đảng cầm quyền AKP, đã vi phạm luật pháp.
Chiến dịch tranh cử của đảng cầm quyền AKP diễn ra vào một thời điểm khi Hà Lan sẽ có một cuộc tổng tuyển cử vào ngày 15 tháng 3 năm 2017, trong đó Đảng Tự Do, một đảng dân túy cánh hữu dẫn đầu bởi chính trị gia chống Hồi giáo Geert Wilders, đang dẫn đầu trong các cuộc thăm dò ý kiến
.

## Sự leo thang

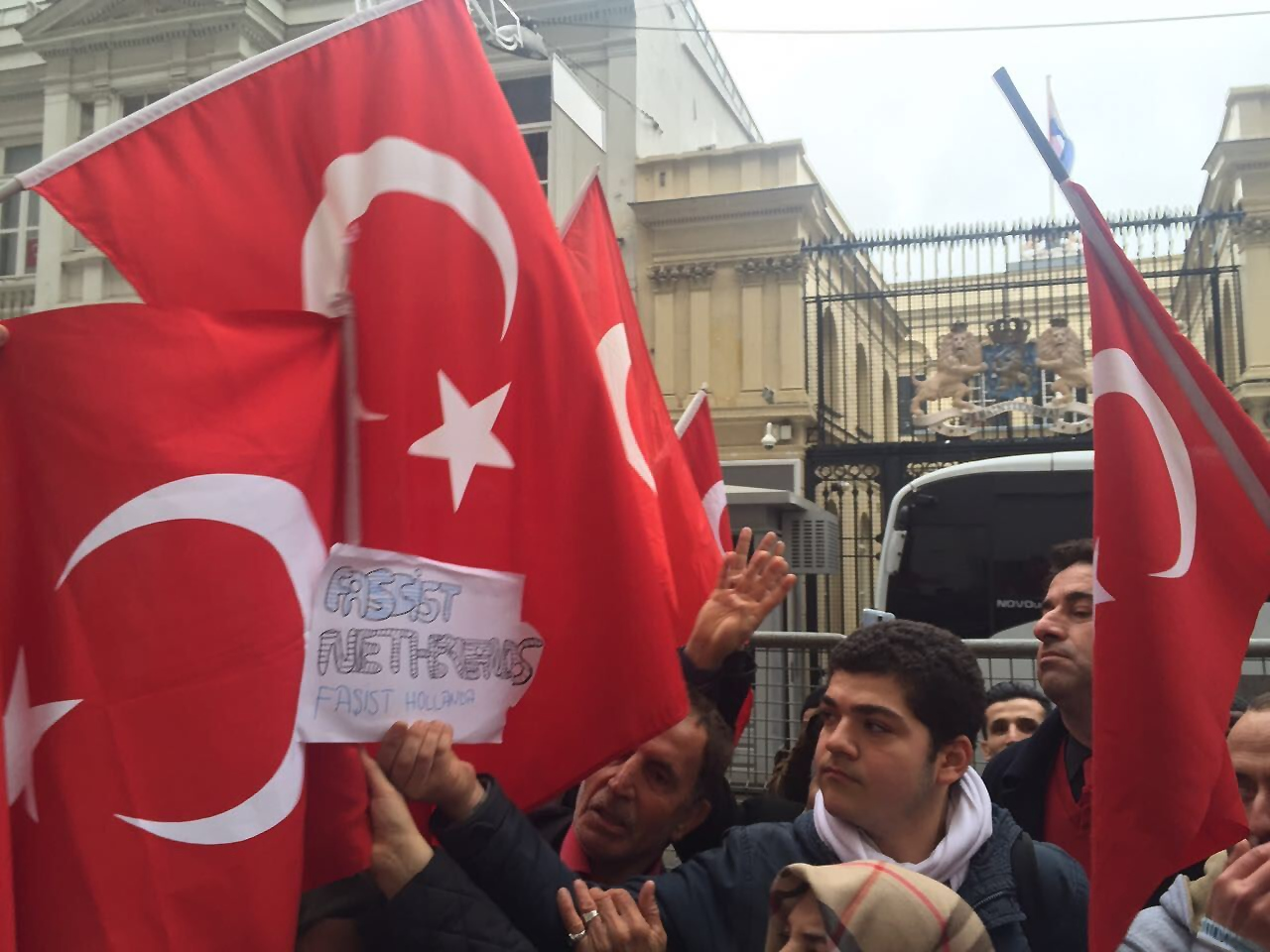
Những người biểu tình tại Tổng lãnh sự quán Hà Lan ở Istanbul

Ngày 9 tháng 3, Ngoại trưởng Hà Lan Bert Koenders đã nói với người đồng nhiệm Thổ Nhĩ Kỳ là Mevlüt Çavuşoğlu rằng, Hà Lan sẽ không tạo điều kiện thuận lợi cho kế hoạch thăm Rotterdam vào ngày 11 tháng 3, có nghĩa là ông sẽ không gặp gỡ với Çavuşoğlu dưới bất kỳ hình thức chính thức nào và nhà nước Hà Lan sẽ không cung cấp hỗ trợ nào trong chuyến thăm được hoạch định của ông Çavuşoğlu. Koenders nói thêm rằng, việc tụ tập đông người như vậy có thể gây ra mất trật tự và an ninh, và mặc dù chính phủ Hà Lan không chấp thuận kế hoạch thăm viếng, ông sẽ không xâm phạm quyền được hiến pháp quy định về tự do hội họp. Điều này không làm Çavuşoğlu lùi bước, ông yêu cầu công khai tất cả các công dân Thổ Nhĩ Kỳ ở Hà Lan đến lãnh sự quán Thổ Nhĩ Kỳ ở Rotterdam vào ngày 11 tháng 3. Thêm vào đó, Çavuşoğlu đe dọa Hà Lan rằng, sẽ có "trừng phạt nghiêm trọng" nếu chuyến thăm của ông bị ngăn chặn. Thủ tướng Hà Lan Mark Rutte ngay sau đó thu hồi quyền được hạ cánh của máy bay của chính phủ Çavuşoğlu trên đất Hà Lan.
Sự từ chối của Hà Lan khiến tổng thống Erdoğan mô tả người Hà Lan là "những kẻ phát xít" và "những tàn dư của chủ nghĩa phát xít", dẫn tới những động thái cứng rắn của cả hai bên. Thủ tướng Hà Lan đã gọi những lời nhận xét của Erdoğan là "giả dối lịch sử không có giá trị" và đòi hỏi một lời xin lỗi .
Chính phủ Thổ Nhĩ Kỳ sau đó đã cố gắng đưa Bộ trưởng Thổ Nhĩ Kỳ về Chính sách Gia đình và Xã hội, Fatma Betül Sayan Kaya, tới Rotterdam bằng xe hơi sau khi lãnh sự Thổ Nhĩ Kỳ đã hứa với thị trưởng Rotterdam, Ahmed Aboutaleb, rằng bà sẽ không đến Hà Lan. Sau khi đánh chặn hai đoàn xe ô tô hộ tống giả mạo, cảnh sát Hà Lan đã thành công ngăn chặn Betul Sayan Kaya khi bà chỉ cách lãnh sự quán Thổ Nhĩ Kỳ vài mét. Một cuộc đối đầu giữa hai bên diễn ra vài giờ với bộ trưởng Thổ Nhĩ Kỳ từ chối rời khỏi Hà Lan và cố gắng tiến vào lãnh sự quán. Mặc dù không bị bắt, bà Bộ trưởng đã bị tuyên bố là persona non grata và cuối cùng bị áp giải tới biên giới Hà Lan-Đức gần Nijmegen và bị đưa trở lại nước Đức. Những cuộc bạo động lẻ tẻ xảy ra trong số khoảng 1000 người biểu tình thân Erdoğan đến lãnh sự quán Thổ Nhĩ Kỳ. Họ đã bị cảnh sát chống bạo động Hà Lan chặn lại. Cảnh sát đã bắt 12 người vì tội nổi loạn bạo động và không theo lệnh cảnh sát.

## Phản ứng

### Hà Lan
- Thủ tướng Rutte gọi là lập trường của chính phủ Thổ Nhĩ Kỳ kỳ quái và không thể chấp nhận và kêu gọi đàm phán để giải quyết bế tắc, ông nói thêm, Thổ Nhĩ Kỳ đã vượt qua một con đường ngoại giao. "Điều này đã không bao giờ xảy ra trước đây; Một đất nước nói một người nào đó không được hoan nghênh và sau đó họ bất chấp cứ tới." [12]
- Một cuộc thăm dò ý kiến toàn quốc cho thấy, 86% dân số Hà Lan ủng hộ hành động của Chính phủ Hà Lan, với 10% lên án họ. 91% dân số Hà Lan đổ lỗi cho chính phủ Thổ Nhĩ Kỳ cho sự leo thang sự cố.[13]

### Thổ Nhĩ Kỳ
- Tổng thống Thổ Nhĩ Kỳ Recep Tayyip Erdoğan nói, Hà Lan hành động như một nước "cộng hòa chuối" và sẽ phải đối đầu với sự trừng phạt.[14]
- Thủ tướng Thổ Nhĩ Kỳ Binali Yıldırım nói rằng sẽ có "biện pháp đối phó mạnh mẽ" đối với Hà Lan. Các nơi cư trú của đại sứ Hà Lan, đại biện và tổng lãnh sự tại Ankara đã được phong tỏa và đại sứ (người đang nghỉ phép) không được phép quay trở lại Thổ Nhĩ Kỳ.[1][12]
- Tại Istanbul người đã thấy những người đâm con dao vào các quả cam (một biểu tượng nổi bật của gia đình hoàng gia Hà Lan) và một người thay thế cờ Hà Lan của Tổng Lãnh sự quán Hà Lan với một lá cờ Thổ Nhĩ Kỳ trong khi một đám đông la lớn: "Allahu akbar". Các tấm hình trên Twitter cho thấy người dân đốt cờ Pháp, nhầm lẫn nó với lá cờ Hà Lan.[15][16][17]
- Ngày 13 tháng 3, Thổ Nhĩ Kỳ cấm đại sứ Hà Lan (người khỏi đất nước trong sự cố) trở về Thổ Nhĩ Kỳ và nói họ đình chỉ "quan hệ ngoại giao cấp cao"..[18]
- Ngày 14 tháng 3 Erdoğan cáo buộc Hà Lan giết người hàng loạt ở Srebrenica.[19] Ngoài ra, ông còn kêu gọi người Thổ, người Hồi giáo và người nước ngoài sống ở Đức và Hà Lan không bỏ phiếu cho các đảng phái ủng hộ chính sách chống lại Thổ Nhĩ Kỳ.[20]
- Vào ngày 15 tháng 3, Tổng thống Erdoğan yêu cầu thành phố Istanbul hủy bỏ hợp đồng (không có tồn tại) với thành phố thân hữu Rotterdam[21][22]
- On 15 March, Vào ngày 15 tháng 3, hiệp hội thịt đỏ của Thổ Nhĩ Kỳ ra lệnh trao trả lại cho Hà Lan một lô bò, nói rằng họ không còn muốn nuôi bò nữa do khủng hoảng ngoại giao giữa hai quốc gia.[23]
- Phản ứng với kết quả bầu cử của Hà Lan, Ngoại trưởng Thổ Nhĩ Kỳ Cavusoglu tuyên bố hãy xem đảng của Mark Rutte là một đảng phát xít như PVV của Wilders và dự đoán một cuộc chiến tranh linh thiêng sẽ bùng phát ở châu Âu.[24]
- Các tin tặc Thổ Nhĩ Kỳ đã tấn công một số tài khoản Twitter sau vụ cãi vã ngoại giao với Đức và Hà Lan về lệnh cấm các bộ trưởng Thổ Nhĩ Kỳ vào nước này.[25]
- Vào ngày 17 tháng 3, Tổng thống Thổ Nhĩ Kỳ Recep Tayyip Erdoğan, trong một cuộc vận động tranh cử ở thị trấn Eskişehir, kêu gọi người Thổ Nhĩ Kỳ sống ở Châu Âu hãy có thêm con. Erdoğan nói: "Không chỉ có ba, mà là năm đứa trẻ. Bởi vì bạn là tương lai của châu Âu. Đó sẽ là phản ứng tốt nhất đối với những bất công chống lại bạn."[26]
- Cùng ngày (17 tháng 3), Bộ trưởng Nội vụ Thổ Nhĩ Kỳ Süleyman Soylu đe dọa gửi 15.000 người tị nạn đến Liên minh châu Âu mỗi tháng, trong khi Bộ trưởng Ngoại giao Thổ Nhĩ Kỳ Mevlut Cavusoglu cũng đe doạ sẽ hủy bỏ thỏa thuận di cư giữa EU và Thổ Nhĩ Kỳ vào tháng 3 năm 2016.[27][28]

### Quốc tế
- Tập tin:AmnestyInternationalLogo.jpg Tổ chức Ân xá Quốc tế – tổ chức nói rằng không có nhân quyền cơ bản đã bị vi phạm với các hành động cảnh sát ở Rotterdam.[29][30]
- EU – Ngày 13 tháng 3, Ủy ban châu Âu kêu gọi Thổ Nhĩ Kỳ "ôn hòa tiếng nói" để tránh sự leo thang sự cố hơn nữa. Họ nói thêm, việc lăng mạ của Thổ Nhĩ Kỳ đối với phía Hà Lan, buộc tội họ là phát xít hay theo chủ nghĩa phát xít, là một phương thức hùng biện mà không có chỗ đứng ở châu Âu.[31]
- NATO – NATO kêu gọi hai bên bình tĩnh và hãy làm cho tình hình bớt căng thẳng.[32]
- Austria – Ngoại trưởng Sebastian Kurz nói rằng, Thổ Nhĩ Kỳ sẽ không được chào đón để tổ chức các cuộc mít ting lớn tại Áo, cho là làm như vậy có thể gây trở ngại cho hội nhập và tăng sự va chạm giữa người Áo và người nhập cư Thổ Nhĩ Kỳ.[33]
- Denmark – Thủ tướng Lars Lokke Rasmussen bày tỏ quan tâm của ông về các diễn biến chính trị ở Thổ Nhĩ Kỳ, và tuyên bố ý định hoãn chuyến thăm của Thủ tướng Thổ Nhĩ Binali Yıldırım đến Đan Mạch.[34]
- Pháp – Ngoại trưởng Jean-Marc Ayrault cho các phê phán của Erdoğan là "không thể chấp nhận" và kêu gọi Thổ Nhĩ Kỳ tuân theo quy định của Công ước châu Âu về Nhân quyền.[32]
- Đức – Angela Merkel nói, bà không phản đối Thổ Nhĩ Kỳ tổ chức các cuộc mít ting ở Đức, nếu chúng được công bố trước. Tuy nhiên, Bộ trưởng Nội vụ Thomas de Maiziere nói rằng, Thổ Nhĩ Kỳ không có quyền để tranh cử ở Đức.[33]